# Campeonato Mundial de Snowboard de 2023 - Snowboard cross equipe misto
A prova do Snowboard cross equipe do Campeonato Mundial de Snowboard de 2023 ocorreu no dia 2 de março, em Bakuriani, na Geórgia.

## Medalhistas
| Ouro                                              | Prata                                | Bronze                                   |
| Grã-Bretanha · Huw Nightingale · Charlotte Bankes | Áustria · Jakob Dusek · Pia Zerkhold | França · Merlin Surget · Chloé Trespeuch |

## Calendário
Todos os horários estão no horário local (UTC+4)
| Data       | Horário | Fase             |
| ---------- | ------- | ---------------- |
| 2 de março | 10:30   | Quartas de final |
| 2 de março | 10:53   | Semifinal        |
| 2 de março | 11:09   | Final            |

## Resultados
Um total de 32 snowboarder de 14 nacionalidades participaram da prova.

### Quartas de final
As provas começaram às 10:30 do dia 2 de março.
| Posição | Bib | Nacionalidade    | Nomes                          | Notas |
| ------- | --- | ---------------- | ------------------------------ | ----- |
| 1       | 1   | França 1         | Merlin Surget Chloé Trespeuch  | Q     |
| 2       | 9   | Estados Unidos 2 | Senna Leith Faye Gulini        | Q     |
| 3       | 16  | China 1          | Ye Kangjja Yongqinglamu        |       |
| 4       | 8   | Itália 1         | Omar Visintin Raffaella Brutto |       |

| Posição | Bib | Nacionalidade  | Nomes                            | Notas |
| ------- | --- | -------------- | -------------------------------- | ----- |
| 1       | 14  | Grã-Bretanha 1 | Huw Nightingale Charlotte Bankes | Q     |
| 2       | 3   | França 2       | Loan Bozzolo Manon Petit-Lenoir  | Q     |
| 3       | 6   | Alemanha 1     | Martin Nörl Jana Fischer         |       |
| 4       | 11  | Chéquia 1      | Radek Houser Eva Adamczyková     |       |

| Posição | Bib | Nacionalidade   | Nomes                          | Notas |
| ------- | --- | --------------- | ------------------------------ | ----- |
| 1       | 5   | Canadá 1        | Éliot Grondin Audrey McManiman | Q     |
| 2       | 4   | Áustria 1       | Jakob Dusek Pia Zerkhold       | Q     |
| 3       | 13  | Japão 1         | Yoshiki Takahara Runa Suzuki   |       |
| 4       | 12  | Países Baixos 1 | Glenn de Blois Nienke Poll     |       |

| Posição | Bib | Nacionalidade    | Nomes                               | Notas |
| ------- | --- | ---------------- | ----------------------------------- | ----- |
| 1       | 10  | Suíça 1          | Kalle Koblet Lara Casanova          | Q     |
| 2       | 7   | Estados Unidos 1 | Nick Baumgartner Lindsey Jacobellis | Q     |
| 3       | 2   | Austrália 1      | Cameron Bolton Josie Baff           |       |
| 4       | 15  | Coreia do Sul 1  | Woo Jin Woo Su-been                 |       |

As provas começaram às 10:53 do dia 2 de março.
| Posição | Bib | Nacionalidade    | Nomes                          | Notas |
| ------- | --- | ---------------- | ------------------------------ | ----- |
| 1       | 4   | Áustria 1        | Jakob Dusek Pia Zerkhold       | Q     |
| 2       | 1   | França 1         | Merlin Surget Chloé Trespeuch  | Q     |
| 3       | 9   | Estados Unidos 2 | Senna Leith Faye Gulini        |       |
| 4       | 5   | Canadá 1         | Éliot Grondin Audrey McManiman |       |

| Posição | Bib | Nacionalidade    | Nomes                               | Notas |
| ------- | --- | ---------------- | ----------------------------------- | ----- |
| 1       | 14  | Grã-Bretanha 1   | Huw Nightingale Charlotte Bankes    | Q     |
| 2       | 7   | Estados Unidos 1 | Nick Baumgartner Lindsey Jacobellis | Q     |
| 3       | 10  | Suíça 1          | Kalle Koblet Lara Casanova          |       |
| 4       | 3   | França 2         | Loan Bozzolo Manon Petit-Lenoir     |       |

### Final
As provas começaram às 11:09 do dia 2 de março.
Final B
| Posição | Bib | Nacionalidade    | Nome                            | Notas |
| ------- | --- | ---------------- | ------------------------------- | ----- |
| 5       | 5   | Canadá 1         | Éliot Grondin Audrey McManiman  |       |
| 6       | 10  | Suíça 1          | Kalle Koblet Lara Casanova      |       |
| 7       | 9   | Estados Unidos 2 | Senna Leith Faye Gulini         |       |
| 8       | 3   | França 2         | Loan Bozzolo Manon Petit-Lenoir |       |

Final A
| Posição           | Bib | Nacionalidade    | Nome                                | Notas |
| ----------------- | --- | ---------------- | ----------------------------------- | ----- |
| Medalha de ouro   | 14  | Grã-Bretanha 1   | Huw Nightingale Charlotte Bankes    |       |
| Medalha de prata  | 4   | Áustria 1        | Jakob Dusek Pia Zerkhold            |       |
| Medalha de bronze | 1   | França 1         | Merlin Surget Chloé Trespeuch       |       |
| 4                 | 7   | Estados Unidos 1 | Nick Baumgartner Lindsey Jacobellis |       |

Legenda
| Recorde mundial       | Recorde mundial (World record)               |                       | Recorde africano                      | Recorde africano (African) |                                           | Q | Classificado por posição (Qualified) |
| Recorde do campeonato | Recorde do campeonato (Championship record)  | Recorde da América    | Recorde da América (Americas)         | q                          | Classificado por melhor tempo (Qualified) |   |                                      |
| Melhor marca do ano   | Melhor marca do ano (World leading)          | Recorde asiático      | Recorde asiático (Asian)              | DNS                        | Não largou (Did not start)                |   |                                      |
| Recorde nacional      | Recorde nacional (National record)           | Recorde europeu       | Recorde europeu (European)            | DNF                        | Não terminou (Did not finish)             |   |                                      |
| Recorde pessoal       | Recorde pessoal do atleta (Personal best)    | Recorde da Oceania    | Recorde da Oceania (Oceania)          | DSQ / DQ                   | Desclassificado (Disqualified)            |   |                                      |
| Recorde da temporada  | Recorde da temporada do atleta (Season best) | Recorde sul-americano | Recorde sul-americano (South America) | NM                         | Sem marca (No mark)                       |   |                                      |